# 雄鉾岳
雄鉾岳（おぼこだけ）は、北海道の二海郡八雲町にある標高999.5mの山である。山頂には二等三角点「雄鉾岳」が設置されている。北海道百名山及び北海道の百名山の一つである。

## 概要
渡島半島中央部に位置する山で、山頂北東側にそそり立つ巨大な岩壁を持つ険しい山体は多くの登山者を引きつけ、八雲町市街地を通る国道5号からでもその特異な山容を望むことができる。毎年地元の八雲ワンダーフォーゲルが登山大会を実施している。山頂北西の標高790mの岩峰は「割れ岩」と呼ばれる。
長らく三角点が設置されている本峰(999.5m)が最高点とされてきたが、2025年2月に西峰の方が標高が高く、細かい数値はわかっていないものの標高1,000m以上であることが明らかになった。
古くはアイヌから「カムイエロシキ（神が立ち並ぶところ）」と呼ばれ、信仰の対象となっていた。「雄鉾岳」という山名は江戸時代につけられた和名由来の山で、鉾が立ち並ぶような山容からついたものとされるが、野田追川上流には小鉾岳が存在しており区別するためこの漢字表記になったとされる。また「ウカイヌプリ（お互いに背負い合う山）」とも呼ばれていたという。

## アイヌの伝説
アイヌではコタンの中から選ばれた古老によって神に酒を上げる習わしがあった。伝説ではユーラップコタンで流行病があった際に雄鉾岳に酒を上げて祈ると、山の神様が悪病の魔神を追い払ってくれたと言われている。その後も山が燃えて灰が降った時もこの山の神様が現れて灰を吹き飛ばしてくれたとされる。
また雄鉾岳の陰には沼があり、そこには毒気を吐く主が住んでいるとされ、沼の周辺は毒気により枯れるだけでなく近づいた人間も死ぬといわれており、そのために「カムイエロシキ」という名前がついたとされる。

## 登山
登山道が整備されているため残雪期・無雪期にかかわらず登ることができる。国道277号から鉛川沿いの道を進むと登山口であるオボコ山の家に到着する。登山道は沢沿いを登る急登で、岩壁の麓につくと南に迂回しロープ場など急斜面を登って雄鉾岳上部につき、そこからはピンクテープを頼りにしたりしながら笹薮をかき分けて登山道を進むと山頂に到着する。中にはさらに進み西峰を目指す人もいるが、道は笹薮に覆われている上に西峰自体が鋭鋒であるため難易度は高い。